# Frigyes Karinthy
Frigyes Karinthy (Budapest, 24 de junio de 1887 — Siófok, 29 de agosto de 1938) fue un escritor húngaro. Fue el primero que propuso la teoría de los seis grados de separación. Es el padre del escritor Ferenc Karinthy.
Aunque cultivó una enorme variedad de géneros literarios, se le recuerda sobre todo como poeta, traductor, periodista y novelista. Se destacó por su gran ingenio y una mirada llena de sarcasmo e ironía. Tenía doce años cuando escribió su primera obra publicada, un relato inspirado por Julio Verne (Viaje de bodas a través del centro del Sol). Sus artículos periodísticos pasaron de 5000 y las piezas de teatro que estrenó llegaron a 136. Escribió «continuaciones» de Los viajes de Gulliver de Jonathan Swift (Capillaria y Viaje a Faremido). Algunas traducciones suyas al húngaro circulan todavía (como Las aventuras de Tom Sawyer, de Mark Twain). Se hicieron famosas sus pastiches o parodias humorísticas del estilo de los escritores consagrados, que aparecieron en varios periódicos de Budapest y fueron recogidos en Így írtok ti ("Así escribes"), de 1912.
Una de sus obras más conocidas es Viaje en torno de mi cráneo.
En 1914 se casó con la actriz Etel Judik, pero ella murió en 1918. Tuvieron un hijo, Gábor, quien también llegaría a ser poeta.
En 1935 Karinthy fue galardonado con el prestigioso premio Baumgartner. En 1936 fue operado de un tumor cerebral en Estocolmo. Murió de apoplejía ( ictus) en 1938.

## Traducciones al español
- Viaje a Faremido, prólogo y traducción de Judit Faller y Andrés Cienfuegos, Hjckrrh, 2015.
- Viaje en torno de mi cráneo, prólogo y traducción de F. Oliver-Brachfeld, Argos, 1942.

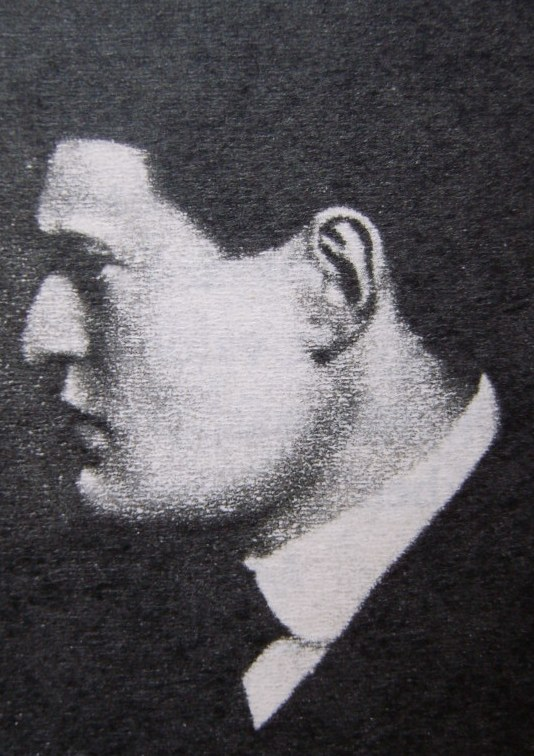
Frigyes Karinthy.

- Datos: Q366325
- Multimedia: Frigyes Karinthy / Q366325
- Citas célebres: Frigyes Karinthy